# École de Murol

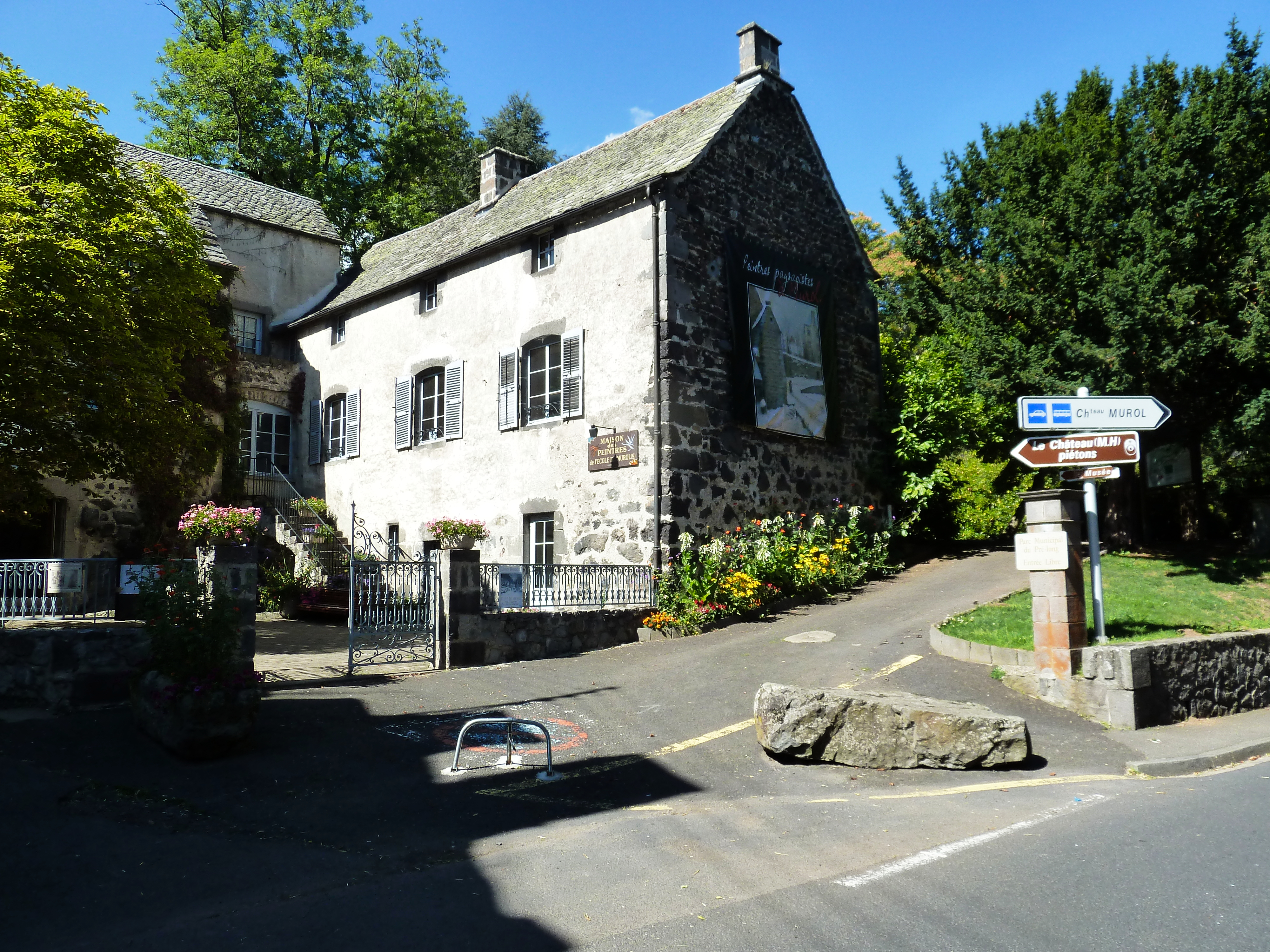
Le musée des peintres de l’École de Murol, à Murol.

L’École de Murol (ou parfois École de Murols) est le nom qui a été donné pour grouper sous une même étiquette des artistes qui sont venus régulièrement peindre dans ce qui n’était qu’un petit bourg de montagne de 1 500 habitants situé entre le puy de Sancy et le puy de Dôme.

## Historique
L'École de Murol a atteint son apogée entre 1910 et 1930, période qui correspond à la présence de Léon Boudal (1858-1934), nommé curé de Murol en 1890. Passionné par la peinture, ce prêtre se lie avec Vladimir de Terlikowski (1873-1951), peintre d'origine polonaise qui s'installe dès 1908 pour de longs séjours en été et en hiver au village voisin de Besse. Ses paysages sont exposés dans la galerie Bernheim.

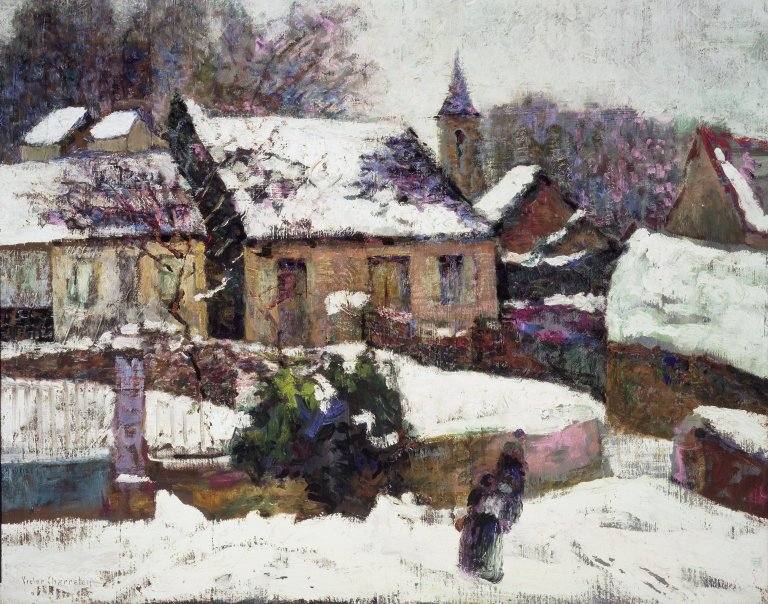
Neige fondante, Auvergne, vers 1899
Victor Charreton
Brooklyn Museum

C'est avec l'arrivée de Victor Charreton (1864-1936), que Murols devient un centre artistique. Ce peintre post-impressionniste, originaire de l'Isère, marié à une auvergnate, a déjà un talent reconnu. Il bénéficie d'achats de l'Etat et participe à la fondation du Salon d'automne avec Pierre Bonnard. Il arrive à Murols en 1910 à la recherche de paysages de neige, son sujet de prédilection. Son influence est déterminante sur les adeptes des séances très réfrigérées, de peinture sur le motif. Le jeune clermontois Mario Pérouse (1880-1958) en fait partie, et ses séjours à Murols le confirme dans sa vocation de peintre.
Les peintres, séduits par les paysages de montagne, les points de vue, les bois, les torrents, et particulièrement par la neige, la lumière et les ciels de montagne, travaillent ensemble sur le même motif. Ils prennent aussi comme modèles de scènes de genre, des habitants vaquant à leurs occupations. Ils pratiquent différents styles dérivés de l’impressionnisme et annonçant le cubisme.
Le ministre auvergnat Étienne Clémentel (1864-1936), lui même peintre qui expose chez Bernheim est bienveillant à leur égard. Avec un autre ministre, Étienne Dujardin-Beaumetz il travaille à désigner Murols comme l'école d'hiver de peinture de paysages des Beaux-Arts de Paris. Mais l'instabilité ministérielle n'a pas permis de réaliser le projet.
En 1923, la galerie parisienne Reitlinger expose neuf artistes sur le thème de La Neige. Aux côtés de Marquet, Luce, Guillaumin et Lebourg, sont présentées les oeuvres de cinq peintres de Murols : Eleanor Seavey Hay, Charreton, Pérouse, Juste et Jules Zingg.
C'est toutefois la fin de l'école. L'année suivante Victor Charreton achète une maison à Saint-Amant-Tallende, au pays des Couzes, où le climat est plus doux. Terlokowski connaît le succès avec ses vues de Venise et l'abbé Boudal est désormais un homme âgé. Quelques artistes comme Alfred Thésonnier (1898-1973) ou Alphonse Simon (1909-1978) essaieront de maintenir la tradition.

## Les artistes

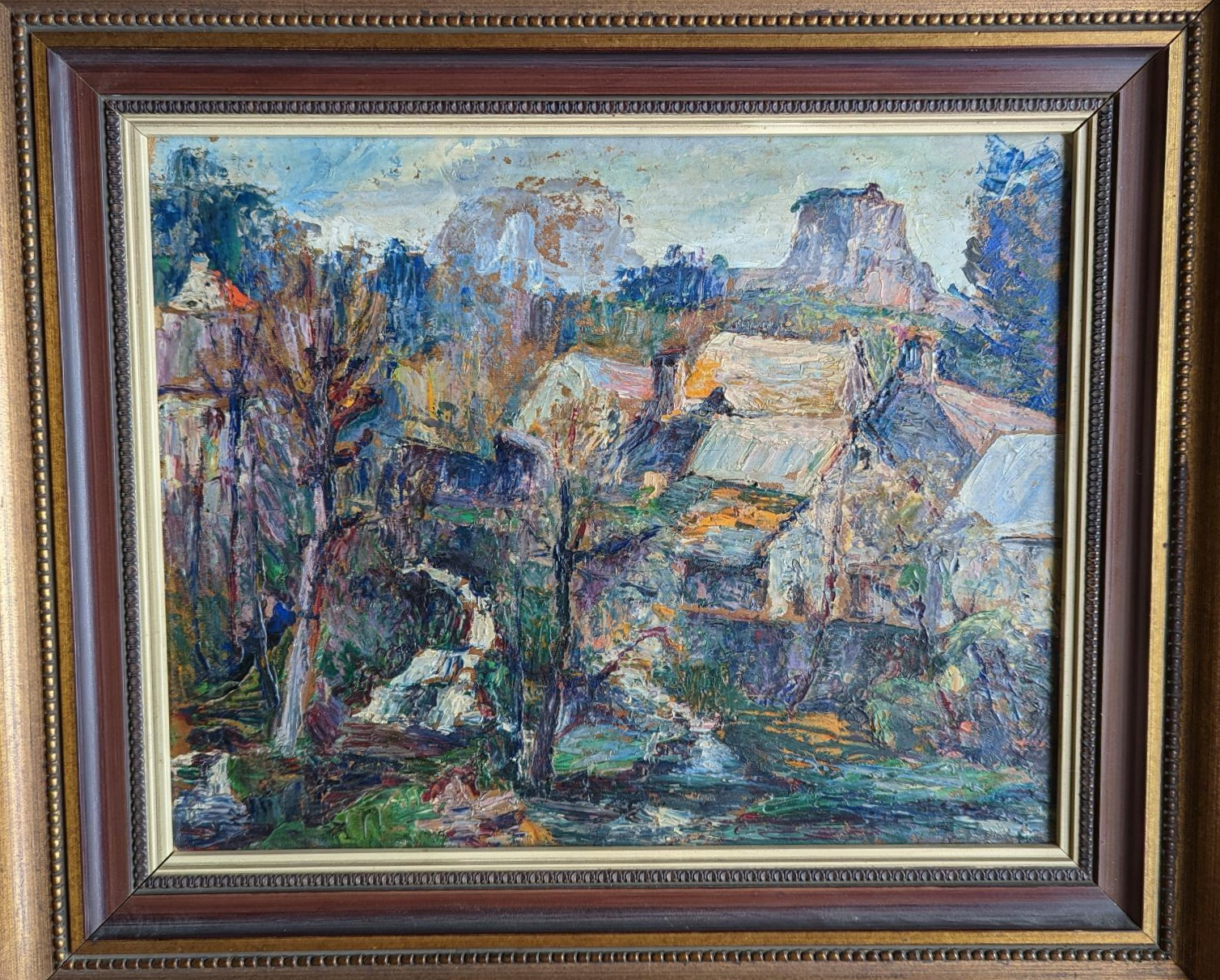
Tableau peint en 1944 par Élisabeth Dodel-Faure

Pendant une quinzaine d'hivers et parfois même l'été, nombre d'autres artistes se joignent à Charreton et Terlokowski. Le Parisien Armand Point (1860-1932) amené par son ami Mario Pérouse, vient y peindre les hivers 1919, 1921, 1923 et 1924. Des Parisiens tels que René Juste ou Joseph Lépine (1867-1943) y restent peu. Les Auvergnats sont plus assidus, en particulier Jean de Chasteauneuf (18777-1961), propriétaire du Château de la Bâtisse à Chanonat où on peut visiter son atelier. Jules Zing (1882-1942) vient surtout pour la beauté des lieux et se mêle peu à la joyeuse bande qui entoure le curé.
Des amateurs comme Joseph Barrière (1874-1957),, ingérieur à Clermont ou Christian Bardet (1881-1954), chemisier dans la même ville, recherchent plutôt le plaisir de travailler ensemble.
Parmi les nombreux autres peintres, on peut retenir :
- Maurice Busset (1881-1936) ;
- Alphonse Cellier (1875-1936) ;
- Roger Deverin (1884-1973) ;
- Élisabeth Dodel-Faure (1872-1952) ;
- Jean Fernand-Trochain (1879-1969) ;
- Sacha Finkelstein (1878-1944) ;
- Victor Fonfreide (1872-1934) ;
- Marie-Jeanne Fournier (1874-1957) ;
- Leonida-Adelaïde Foster ;
- Georges Gobo (1876-1958) ;
- Jules Guiboud (1862-1933) ;
- Charles Jaffeux (1902-1941) ;
- Henry Moinier (1857-1924) ;
- Pierre Petit-Gérard (1852-1933) ;
- Berthe Philips ;
- Adolphe Rey (1863-1944) ;
- Johnson de Terlikowski ;